# Дел Реј Оукс (Калифорнија)
Дел Реј Оукс (енгл. Del Rey Oaks) град је у америчкој савезној држави Калифорнија. По попису становништва из 2010. у њему је живело 1.624 становника.

## Демографија
Према попису становништва из 2010. у граду је живело 1.624 становника, што је 26 (1,6%) становника мање него 2000. године.
| Група             | 2000.         | 2010.         |
| Белци             | 1.367 (82,8%) | 1.237 (76,2%) |
| Афроамериканци    | 26 (1,6%)     | 16 (1,0%)     |
| Азијати           | 85 (5,2%)     | 128 (7,9%)    |
| Хиспаноамериканци | 109 (6,6%)    | 169 (10,4%)   |
| Укупно            | 1.650         | 1.624         |